# Almere City FC
Almere City Football Club là một câu lạc bộ bóng đá chuyên nghiệp Hà Lan có trụ sở tại Almere, Flevoland. Được thành lập vào năm 2001, hiện họ đang chơi ở Eredivisie, giải đấu hàng đầu của bóng đá Hà Lan. Họ tổ chức các trận đấu trên sân nhà tại sân vận động Yanmar.
Câu lạc bộ được xây dựng dựa trên các câu lạc bộ cũ ở Amsterdam và là kết quả từ tham vọng của hội đồng thành phố Almere nhằm đóng vai trò tích cực trong các môn thể thao hàng đầu. Để đạt được mục tiêu đó, câu lạc bộ thể thao Omniworld đã được thành lập, bao gồm một nhánh bóng chuyền, một nhánh bóng rổ và một nhánh bóng đá. Trước mùa giải 2010–11, câu lạc bộ được đổi tên thành Almere City FC.

## Cầu thủ

### Đội hình hiện tại
Tính đến ngày 13/9/2024
Ghi chú: Quốc kỳ chỉ đội tuyển quốc gia được xác định rõ trong điều lệ tư cách FIFA. Các cầu thủ có thể giữ hơn một quốc tịch ngoài FIFA.
| Số | VT | Quốc gia             | Cầu thủ                            |
| -- | -- | -------------------- | ---------------------------------- |
| 1  | TM | Hà Lan               | Nordin Bakker                      |
| 2  | HV | Suriname             | Damil Dankerlui                    |
| 3  | HV | Hà Lan               | Joey Jacobs                        |
| 4  | HV | Tây Ban Nha          | Ricardo Visus (mượn từ Real Betis) |
| 5  | TV | Hà Lan               | Jochem Ritmeester van de Kamp      |
| 6  | TV | Tây Ban Nha          | Álex Carbonell                     |
| 7  | TĐ | Pháp                 | Ruben Providence                   |
| 8  | TV | Maroc                | Anas Tahiri                        |
| 9  | TĐ | Pháp                 | Thomas Robinet                     |
| 11 | TĐ | Pháp                 | Junior Kadile                      |
| 14 | HV | Hy Lạp               | Vasilios Zagaritis                 |
| 15 | HV | Wales                | James Lawrence                     |
| 16 | TV | Bosna và Hercegovina | Adi Nalić                          |
| 17 | TĐ | Na Uy                | Kornelius Normann Hansen           |
| 19 | TV | Indonesia            | Thom Haye                          |
| 20 | HV | Hà Lan               | Hamdi Akujobi                      |

| Số | VT | Quốc gia        | Cầu thủ                 |
| -- | -- | --------------- | ----------------------- |
| 21 | TĐ | Bỉ              | Baptiste Guillaume      |
| 22 | HV | Pháp            | Théo Barbet             |
| 23 | TV | Guinea Xích Đạo | Álex Balboa             |
| 24 | TĐ | Comoros         | Faiz Mattoir            |
| 25 | HV | Hà Lan          | Christopher Mamengi     |
| 26 | TM | Thụy Sĩ         | Stijn Keller            |
| 27 | TĐ | Pháp            | Logan Delaurier-Chaubet |
| 29 | TM | Áo              | Jonas Wendlinger        |
| 30 | HV | Hà Lan          | Jay Kuiper              |
| 31 | TM | Hà Lan          | Joel van der Wilt       |
| 34 | HV | Hà Lan          | Jayden Pinas            |
| 36 | TV | Hà Lan          | Guus Beaumont           |
| 37 | TV | Hà Lan          | Jeffry Puriel           |
| 39 | TV | Hà Lan          | Emanuel Poku            |
| 52 | TM | Hà Lan          | Joel Van der Wilt       |

### Cho mượn
Ghi chú: Quốc kỳ chỉ đội tuyển quốc gia được xác định rõ trong điều lệ tư cách FIFA. Các cầu thủ có thể giữ hơn một quốc tịch ngoài FIFA.
| Số | VT | Quốc gia | Cầu thủ                                        |
| -- | -- | -------- | ---------------------------------------------- |
| —  | HV | Hà Lan   | Thomas Poll (tại Cambuur đến 30/6/2024)        |
| —  | TĐ | Suriname | Jeredy Hilterman (tại Willem II đến 30/6/2024) |

| Số | VT | Quốc gia | Cầu thủ                                     |
| -- | -- | -------- | ------------------------------------------- |
| —  | TĐ | Hà Lan   | Bradly van Hoeven (tại Emmen đến 30/6/2024) |

## Nhân viên câu lạc bộ
| Chức vụ                     | Tên                              |
| --------------------------- | -------------------------------- |
| Chủ tịch                    | John Bes                         |
| Huấn luyện viên             | Alex Pastoor                     |
| Trợ lý huấn luyện viên      | Jeffrey Talan                    |
| Huấn luyện viên thủ môn     | Serge van den Ban                |
| Huấn luyện viên thể hình    | Lucas Posthuma                   |
| Nhà phân tích Video         | Max Buis                         |
| Giám sát                    | Jack Austin                      |
| Trưởng khoa vật lý trị liệu | Geert van der Heiden             |
| Nhà vật lý trị liệu         | Jeroen Bijl                      |
| Thiết bị                    | Herman Koster Ronald van Bruggen |
| Đội quản lý                 | Jasper Meeder                    |